# Fabienne de Vries
Fabienne Monique de Vries (Amsterdam, 1 februari 1974) is een Nederlandse presentatrice, actrice en zangeres.

## Biografie
De Vries begon haar carrière bij de lokale omroep RTV Ronde Venen, waarna zij doorbrak bij The Music Factory (TMF).
De Vries presenteerde bij TMF iedere schooldag van 17.00 tot 19.00 uur het magazineprogramma Toute Fabienne en de Clipparade. Ook maakte ze met de drie andere vrouwelijke TMF-veejays (Bridget Maasland, Isabelle Brinkman en Sylvana Simons) deel uit van "The Magnificent Four" dat de hit Get Close To You scoorde. Zelf scoorde ze in week 18 van 1999 de 1515e Alarmschijf op destijds Radio 538 en behaalde een top-20 solohit in zowel de Nederlandse Top 40 op destijds Radio 538 als in de publieke hitlijst; toentertijd de Mega Top 100 op Radio 3FM  als Fabienne met Will you still love me. Daarna bracht ze nog een single uit, getiteld 21.
Na TMF ging De Vries naar Joop van den Ende en deed daar bij Wedden dat..? de buitenopnames. Hierbij voerde ze ook in plaats van presentator Reinout Oerlemans de zaalweddenschappen uit. Hierna kreeg zij haar eigen programma, Straat op Stelten, en had ze op Radio 538 een maandelijks programma op de vrijdagavond. Op RTL 4 was De Vries te zien met het programma Your Big Break, waar Jody Bernal en zangeres Judith Jobse ontdekt werden. Daarna bij Yorin met het programma Wannahaves en bij Veronica Fear Factor en Fabienne Op Kamers. Ook presenteert De Vries seminars en bedrijfsevenementen. Ze is ook te zien in de clip van Mental Theo en Charly Lownoise "Stars".
Tot maart 2008 presenteerde zij bij RTL 5 het programma Duel in Frankrijk en presenteert ze RTL Woon & Klusmagazine. Per 1 februari 2018 is ze op de radio te horen bij New Business Radio. Ook heeft De Vries haar eigen programma Toute Fabienne op Goodlife Radio. In 2020 presenteerde ze het MDH Corona Journaal op het YouTube-kanaal van Maurice de Hond.

### Privé
De Vries werd in 2014 moeder van een dochter.

## Presentatie
| Jaar                   | Medium   |
| ---------------------- | -------- |
| 1995 - 1999            | TMF      |
| 1999 - 2001, 2004-2008 | RTL      |
| 2002 - 2004            | Veronica |

## Discografie
- Will You Still Love Me (CD, Single) (1999)
  1. Will You Still Love Me
  2. I'd Do It Again
- Will You Still Love Me (CD, Maxi) (1999)
  1. Will You Still Love Me (Single Version)
  2. Will You Still Love Me (Extended Version)
  3. I'd Do It Again (Single Version)
  4. I'd Do It Again (Acoustic Version)
- 21 (CD, Single) (1999)